# منتخب قرغيزستان لاتحاد الرغبي
منتخب قرغيزستان الوطني لاتحاد الرغبي هو ممثل قيرغيزستان الرسمي في المنافسات الدولية في اتحاد الرغبي .